# Phaonia luteovittata
Phaonia luteovittata är en tvåvingeart som beskrevs av Shinonaga och Tadao Kano 1971. Phaonia luteovittata ingår i släktet Phaonia och familjen husflugor. Inga underarter finns listade i Catalogue of Life.